# Pristomyrmex parumpunctatus
Pristomyrmex parumpunctatus är en myrart som beskrevs av Carlo Emery 1887. Pristomyrmex parumpunctatus ingår i släktet Pristomyrmex och familjen myror. Inga underarter finns listade i Catalogue of Life.